# Pollepel Island
Pollepel Island ist eine kleine, heute unbewohnte Insel im Hudson River etwa 80 km nördlich von New York City. Sie ist bekannt für die Ruine des Bannerman’s Castle. Der Staat New York erwarb die Insel 1967.